# 7586 Bismarck
För andra betydelser, se Bismarck (olika betydelser).
7586 Bismarck eller 1991 RH7 är en asteroid i huvudbältet som upptäcktes den 13 september 1991 av de båda tyska astronomen Freimut Börngen och Lutz D. Schmadel vid Tautenburg-observatoriet. Den är uppkallad efter Otto von Bismarck.
Asteroiden har en diameter på ungefär 12 kilometer och den tillhör asteroidgruppen Dora.